# بسكريغ (كورنوال)
بسكريغ (بالإنجليزية: Boscreege)‏ هي قرية تقع في المملكة المتحدة في كورنوال.